# Yoshi Touch and Go
Yoshi Touch and Go (ou Catch! Touch! Yoshi! au Japon) est un jeu de plates-formes, de type score attack, de Nintendo sur Nintendo DS, sorti en 2005 en Europe. Il reprend l'univers de Yoshi's Island sur Super Nintendo.

## Synopsis
La cigogne chargée d'amener Bébé Mario et Bébé Luigi à leurs parents se fait attaquer par Kamek, le chef des Magikoopa, et laisse tomber les bébés. Bébé Mario, après une longue chute, atterrit sur le dos de Yoshi, qui doit le ramener à la cigogne.

## Système de jeu

### Généralités
Yoshi Touch and Go propose un gameplay jusque-là inédit dans le jeu vidéo, en utilisant les propriétés tactiles, et les fonctions microphone de la Nintendo DS. Le jeu se divise en deux phases.
Dans la première phase, le joueur doit accompagner la chute en scrolling vertical de Bébé Mario. Le bébé se trouve sur l'écran du haut, et le joueur doit dessiner des nuages sur l'écran du bas sur lesquels le bébé va glisser, afin de le guider dans sa chute. Si le joueur commet une erreur, il peut effacer l'intégralité des nuages qu'il a dessinés en soufflant dans le microphone. En plus de protéger le bébé des ennemis dans les airs, les nuages permettent d'aiguiller le bébé vers les pièces, qui une fois collectées en masses, permettent de déterminer sur quel Yoshi Bébé Mario va atterrir dans la seconde phase.
Dans la seconde phase, Bébé Mario atterrit sur Yoshi, lequel va se mettre à marcher continuellement en scrolling horizontal. Au joueur de préparer son parcours, en dessinant des nuages, des bulles, et en lançant des œufs.

### Modes de jeu
5 modes de jeu sont disponibles :
- « Standard » : le joueur doit faire le plus de points possible sur un parcours de longueur variable selon la couleur du Yoshi.
- « Marathon » : le joueur doit marcher le plus loin possible avec Yoshi, sans mourir.
- « Chrono » : le joueur doit délivrer Bébé Luigi de kamek et ses coéquipiers de l'écran du haut le plus vite possible.
- « Défi » : le joueur doit aller le plus loin possible avant que le compte ne se termine. On peut gagner du temps en collectant pièces et en tuant des ennemis.
- « Versus » : deux joueurs font la course, en évitant les obstacles semés par l'autre jusqu'à l'arrivée.

## Développement
Équipe
- Producteur : Takashi Tezuka
- Réalisateur : Hiroyuki Kimura
- Conception du jeu et réalisateur du programme : Keizo Ohta
- Réalisateur Map and Level Design : Shigeyuki Asuke
- Map and Level Design : Yasuhisa Yamamura, Masataka Takemoto
- Programmation système principal : Jin Nakanose
- Réalisateur artistique : Masanao Arimoto
- Character Design : Akiko Hirono, Yasuyo Iwawaki
- Design des décors : Miki Watanabe
- Réalisateur sonore : Kazumi Totaka
- Programmation sonore : Taiju Suzuki
- Musique : Asuka Ohta, Toru Minegishi
- Voix : Charles Martinet, Kazumi Totaka

## Accueil
- Gamekult : 7/10[2]
- GameSpot : 7,2/10[3]
- IGN : 8,8/10[4]
- Jeuxvideo.com : 15/20[5]

Le jeu est cité dans Les 1001 jeux vidéo auxquels il faut avoir joué dans sa vie.